# Lappula ramulosa
Lappula ramulosa là loài thực vật có hoa trong họ Mồ hôi. Loài này được Ching J. Wang & X.D. Wang mô tả khoa học đầu tiên năm 1992.